# Roger Perron
Pour les articles homonymes, voir Perron.
Roger Perron, né le 25 mars 1926 à Saint-Maur-des-Fossés (Val-de-Marne) et mort le 9 novembre 2021 à Paris, est un psychologue clinicien et psychanalyste français.

## Biographie

### Formation
Roger Perron se forme comme instituteur, puis obtient une licence de psychologie. En 1961 il obtient un diplôme de l'École pratique des hautes études avec une recherche consacrée à l'efficacité et aux rapports vitesse/précision dans le travail en fonction du niveau de mobilisation du sujet. Il soutient une thèse de psychologie en 1963, sous la direction de Paul Fraisse à l'université Paris-V, intitulée La Réaction électrodermale comme indicateur de l'activité. Il soutient en 1974 à l'université Nanterre Paris-X une thèse d’État intitulée Sentiment de valeur personnelle.
Il se forme à la psychanalyse et réalise une analyse avec André Green. Il est élu membre titulaire de la Société psychanalytique de Paris, puis formateur depuis 2007 au sein de l'Institut de psychanalyse de Paris.

## Activités de recherche et engagements institutionnels

### Activités professionnelles
Il rejoint le CNRS comme chargé de recherche puis est promu directeur de recherches. Il est chargé de cours à l'université d'Aix-en-Provence et à l'université libre de Bruxelles, et professeur invité à l'université de Genève.
Il entre au 1949 au laboratoire de psychologie de l'hôpital Henri-Rousselle, rattaché au CNRS et dirigé par René Zazzo, en qualité de collaborateur technique. Il travaille au laboratoire de psychobiologie de l'enfant et à la Fondation Vallée à Gentilly.

### Activités de recherche
Il axe ses travaux sur le développement des structures de personnalité et sur ses troubles au cours de l’enfance, depuis les difficultés scolaires jusqu’aux psychopathologies, en particulier l'autisme et les psychoses infantiles.
Il s'intéresse à la psychologie de l'enfance dite « inadaptée ». Avec Hélène de Gobineau il publie un essai de quantification des formes graphiques (Génétique de l'écriture et Étude de la personnalité) et, outre René Zazzo, côtoie alors dans une approche pluridisciplinaire Paul Fraisse, Maurice Reuchlin, Pierre Oléron, ou encore Henri Wallon et Jean Piaget. Travaillant sur le test du double barrage (mesure de l'attention visuelle d'un sujet) il s'intéresse à la posture du psychologue dans les résultats de l'observation, l'interdépendance de l'observé et de l'observant.
Il participe à la création par Roger Misès au début des années 1970 du laboratoire d'études génétiques de la personnalité et participe à un ouvrage collectif intitulé Retards et Troubles de l'intelligence de l'enfant, avec celui-ci et Roger Salbreux. Il participe à l'élaboration du premier code de déontologie des psychologues (1958) et à la refonte du premier test d'intelligence.
Il définit la psychologie clinique comme se donnant « le but d'expliquer les processus psychiques de transformation dont la personne est le siège », la personne étant elle-même « une structure, régie par des lois d'autorégulations, qui peut être considérée comme un système de transformations. » Il promeut l'usage du psychodrame, activité qu'il a longtemps poursuivie au centre Jean-Favreau à Paris.

### Engagements institutionnels
Il est élu en 1975 président de la Société française de psychologie.

## Publications

### Ouvrages
- Génétique de l'écriture et Étude de la personnalité, (avec Hélène de Gobineau), Neuchâtel, Delachaux et Niestlé, 1954.
- La Genèse de la personne, Paris, PUF, 1986.
- Les Enfants inadaptés, Paris, PUF, 1995, coll. « Que sais-je ? ».
- Une psychanalyse, pourquoi ?, Paris, Dunod, 2000.
- L'Examen psychologique de l'enfant (avec Michèle Perron-Borelli), Paris, PUF, 2001.
- La Raison psychanalytique ; pour une science du devenir psychique, Paris, Dunod, 2010.
- La Quête des origines, Bruxelles, De Boeck, 2013.
- Histoire de la psychanalyse, Paris, PUF, 2014, coll. « Que sais-je ? ».
- Le Complexe d'Œdipe (avec Michèle Perron-Borelli), Paris, PUF, 2016, coll. « Que sais-je ? ».
- En scène au psychodrame, Toulouse, Eres, 2018.
- Vérité, réalité, psychanalyse, Paris, InPress, 2019.
- Penser : Plaisir de penser, Souffrance à vivre, Paris, InPress, 2020.

### Ouvrages collectifs
- Dictionnaire international de la psychanalyse (sous la direction d'Alain de Mijolla, comité éditorial et auteurs : Roger Perron, Bernard Golse et Sophie de Mijolla-Mellor), Paris, Hachette Littérature, 2005, 2013
- La Pratique de la psychologie clinique (coordinateur), Dunod, Paris 2006
- Psychanalystes, qui êtes-vous ? (coordinateur), Paris, Dunod, Interéditions, 2006
- « Sigmund Freud » (codir. avec Sylvain Missonnier), in Cahiers de l'Herne, n° 101, Paris, 2015